# Lugtenerven
Lugtenerven eller kranienerve I (latinsk: nervus olfactorius) er en af kranienerverne og består af cirka 20 små nervetråde. Lugtenerven kommer fra lugtecellerne i næsens øvre del og videreformidler lugtindtryk til hjernen. Disse nerver er sensoriske.
| Anatomi | Spire Denne artikel om anatomi er en spire som bør udbygges. Du er velkommen til at hjælpe Wikipedia ved at udvide den. |